# Dynamo (ilusionista)
Steven Frayne (Bradford, Inglaterra, 17 de diciembre de 1982), más conocido por su nombre artístico Dynamo, es un mago e ilusionista británico. Creció en Bradford con sus abuelos, aprendió a realizar actos de ilusionismo gracias a su abuelo y desarrolló sus habilidades durante sus viajes a Nueva Orleans y Luisiana. Actualmente padece la enfermedad de Crohn, lo que le ha obligado a cancelar varias giras.

## Trayectoria
Sus primeras apariciones fueron en Richard & Judy, seguido por un especial llamado Dynamo's Estate of Mind. Luego lanzó un DVD. apareció en Friday Night with Jonathan Ross, Fatherhood, y en el MTV EMA'S (donde realizó trucos para Foo Fighters, Nelly Furtado, y Joss Stone). Ha aparecido en anuncios para Adidas, Nokia, y Pepsi, también apareció en la pasarela de moda de Naomi Campbell llamada Moda para el alivio. En mayo de 2009, Dynamo hizo levitar a Little Britain y al comediante Matt Lucas a cuatro metros del suelo frente a una multitud en el Emirates Stadium en Londres.
El 25 de diciembre de 2009, Dynamo apareció en Soccer AM un especial de Navidad realizando su show de magia para los presentadores Max Rushden y Helen Chamberlain, como también para otros huéspedes como David Haye y Neil Ruddock. El 19 de marzo de 2010 apareció en BBC One en ayuda del Sport Relief, donde apareció a girar los billetes de lotería en efectivo frente a Robbie Williams y Davina McCall. Más tarde en el espectáculo, el realizó una levitación frente a James Corden y un público en vivo.
El 18 de marzo de 2011, Dynamo volvió a aparecer en BBC One para la organización benéfica Comic Relief resaltando el trabajo que British Airways había hecho para recaudar dinero. El 25 de junio de 2011 fue fotografiado y grabado al aparecer caminando sobre el Río Támesis en frente al Palacio de Westminster, para dar a conocer su próxima serie Dynamo: Magician Impossible. Esta serie cuenta con destacadas apariciones como Rio Ferdinand, Ian Brown, Noel Fielding, David Haye, Tinie Tempah, Mat Horne, Travis Barker, Natalie Imbruglia, y Robert Sheehan.
En septiembre de 2011, Dynamo apareció en un programa de televisión de deportes ESPN Donde realizó trucos de cartas. El 25 de octubre de 2011, Dynamo anunció que se unió al  Magic Circle. Al día siguiente apareció como un panelista invitado para el equipo de Noel Fielding en Never Mind the Buzzcocks. En noviembre de 2011 apareció en la BBC Young Apprentice, dando un premio en el centro de Londres al ganador del programa. También apareció en  Children in Need, realizando magia para Vic Reeves y Bob Mortimer.
La segunda temporada de Dynamo: Magician Impossible también contó con destacados personajes como Wretch 32, Labrinth, Will Smith, Rio Ferdinand entre otros.
La tercera temporada de  Dynamo: Magician Impossible comenzó en Watch el 11 de julio de 2013 y contó con la aparición de Samuel L. Jackson, Jessica Ennis-Hill y Keith Lemon.
El 1 de agosto de 2013, Dynamo publicó una autobiografía llamada 'Nothing is Impossible' (Nada es Imposible). También es conocido como The paranormal.
En el año 2015, Dynamo desapareció momentáneamente de la vida pública para luchar contra la enfermedad de Crohn, que le fue diagnosticada a los 17 años. El mago ha explicado tener planes de contingencia en caso de agravamiento de su salud para poder seguir haciendo magia.

## Premios y reconocimientos
El 5 de julio de 2012, Dynamo fue premiado por la sociedad británica de magos The Magic Circle como Associate Member of The Inner Magic Circle. Ese mismo año, la serie Dynamo: Magician Impossible ganó el premio como Best Entertainment Programme de la Broadcast Awards. Dynamo es actualmente uno de los magos más reconocidos en todo el mundo.